# Sam Magri
Sam Magri (Londra, 30 marzo 1994) è un calciatore inglese naturalizzato maltese, difensore dell'AFC Totton.

## Carriera

### Nazionale
Ha giocato nelle nazionali giovanili inglesi Under-16, Under-17, Under-18 ed Under-19; in seguito ha scelto di rappresentare Malta, giocandovi in nazionale Under-21.
Ha esordito con la nazionale maggiore maltese l'11 novembre 2016 nella partita Malta-Slovenia (0-1) valevole per le qualificazioni ai Mondiali 2018.